# Fineza Eusébio
Fineza da Silva Eusébio (Luanda, 18 luglio 1990) è un'ex cestista angolana con cittadinanza portoghese.

## Carriera
Con l'Angola ha vinto l'oro ai FIBA AfroBasket Women 2011. Ha disputato i Giochi della XXX Olimpiade.